# Jaysingpur
Jaysingpur là một thành phố và là nơi đặt hội đồng đô thị (municipal council) của quận Kolhapur thuộc bang Maharashtra, Ấn Độ.

## Nhân khẩu
Theo điều tra dân số năm 2001 của Ấn Độ, Jaysingpur có dân số 43.055 người. Phái nam chiếm 51% tổng số dân và phái nữ chiếm 49%. Jaysingpur có tỷ lệ 73% biết đọc biết viết, cao hơn tỷ lệ trung bình toàn quốc là 59,5%: tỷ lệ cho phái nam là 79%, và tỷ lệ cho phái nữ là 67%. Tại Jaysingpur, 12% dân số nhỏ hơn 6 tuổi.